# James Blish
James Benjamin Blish, född 23 maj 1921 i East Orange, New Jersey, USA död 29 juli 1975 i Henley-on-Thames, Storbritannien, var en amerikansk författare inom fantasy- och science fictiongenrerna. Blish skrev också science fiction-kritik under pseudonymen William Atheling Jr..

Blish hann adaptera de flesta TV-avsnitten av den första Star Trek-serien från 1960-talet till noveller mellan 1967 och hans död 1975. Efter att han färdigställt elva volymer så dog han halvvägs genom den tolfte. Hans andra fru, J. A. (Judith Ann) Lawrence, slutförde den tolfte volymen, och även Mudd's Angels. 1970 skrev han Spock Must Die!, den första ursprungliga roman för vuxna läsare baserad på serien.

I slutet av 1930-talet till början av 1940-talet var Blish medlem av The Futurians, en tidig grupp av science fiction-fans, inklusive den kände science fiction-författaren Isaac Asimov.